# Ludmiła Gałkina
Ludmiła Iwanowna Gałkina (ros. Людмила Ивановна Галкина; ur. 20 stycznia 1972 w Saratowie) – rosyjska lekkoatletka, specjalistka skoku w dal, mistrzyni świata.
Rozpoczęła międzynarodową karierę lekkoatletyczną, jeszcze w barwach Związku Radzieckiego, od zdobycia brązowego medalu w skoku w dal na mistrzostwach Europy juniorów w 1989 w Varaždinie. Zajęła 7. miejsce w tej konkurencji na mistrzostwach świata juniorów w 1990 w Płowdiwie. Na mistrzostwach Europy juniorów w 1991 w Salonikach zdobyła złoty medal w trójskoku i srebrny w skoku w dal.
Po rozpadzie ZSRR reprezentowała Rosję. Skoncentrowała się wówczas na skoku w dal. Na mistrzostwach świata w 1993 w Stuttgarcie zajęła w tej konkurencji 5. miejsce. Zajęła 9. miejsce na halowych mistrzostwach Europy w 1994 w Paryżu. Nie zakwalifikowała się do finału na mistrzostwach Europy w 1994 w Helsinkach.
Zwyciężyła w skoku w dal na halowych mistrzostwach świata w 1995 w Barcelonie wynikiem 6,95 m. Na mistrzostwach świata w 1995 w Göteborgu nie zakwalifikowała się do finału. Zdobyła brązowy medal na uniwersjadzie w 1995 w Fukuoce. Na igrzyskach olimpijskich w 1996 w Atlancie odpadła w eliminacjach.
Gałkina odniosła życiowy sukces na mistrzostwach świata w 1997 w Atenach, gdzie zwyciężyła w skoku w dal, osiągając odległość 7,05 m (był to również jej rekord życiowy i najlepszy wynik na świecie w tym roku). Na mistrzostwach Europy w 1998 w Budapeszcie zdobyła brązowy medal. Osiągnęła wówczas odległość 7,05 m, ale przy zbyt silnym wietrze. Zajęła 4. miejsce na mistrzostwach świata w 1999 w Sewilli.
Na igrzyskach olimpijskich w 2000 w Sydney Gałkina zajęła początkowo 9. miejsce w finale skoku w dal, ale po dyskwalifikacji Marion Jones została ostatecznie sklasyfikowana na 8. pozycji. Zajęła 6. miejsce na halowych mistrzostwach świata w 2001 w Lizbonie. Na mistrzostwach świata w 2001 w Edmonton zajęła 8. miejsce.
Zdobyła brązowy medal na halowych mistrzostwach Europy w 2002 w Wiedniu. Na mistrzostwach świata w 2003 w Paryżu zajęła 10. miejsce.
Gałkina była mistrzynią Rosji w skoku w dal w 1997, a w hali w 1995 i 2001.
Rekordy życiowe Gałkiny:
| Konkurencja          | Data i miejsce             | Wynik |
| -------------------- | -------------------------- | ----- |
| skok w dal (stadion) | 9 sierpnia 1997, Ateny     | 7,05  |
| trójskok (stadion)   | 10 sierpnia 1991, Saloniki | 13,67 |
| skok w dal (hala)    | 16 lutego 2001, Moskwa     | 7,00  |
| trójskok (hala)      | 25 lutego 1994, Tallinn    | 13,76 |